# 海登海姆足球俱乐部
海登海姆1846第一足球俱乐部（德語：1. Fußballclub Heidenheim 1846 e. V.）是位於德國巴登-符腾堡州东部海登海姆县首府海登海姆的足球會，目前於德國足球甲級聯賽作賽。

## 主場球場
海登海姆自1973年6月開始已在「艾比球場」（Albstadion）進行主場賽事，初時容量8,000人。在球隊升班到德丙後，為符合參賽規定，球場擴建到可容10,000人的德丙最低要求，並獲盧森堡的职工福利住房股份公司（GAGFAH）贊助冠名稱為「职工福利住房竞技场」（GAGFAH-Arena）。

## 榮譽
- 德國乙組足球聯賽冠軍：2022/23年
- 德國地區聯賽南部賽區 (IV) 冠軍：2008/09年
- 符騰堡盃冠軍：1965年、2008年

## 近季成績
| 年度      | 級別                     | 排名     |
| 1999/00年 | 符騰堡聯會聯賽 (V)       | 第050位  |
| 2000/01年 | 符騰堡聯會聯賽           | 第0100位 |
| 2001/02年 | 符騰堡聯會聯賽           | 第080位  |
| 2002/03年 | 符騰堡聯會聯賽           | 第020位  |
| 2003/04年 | 符騰堡聯會聯賽           | 第020位  |
| 2004/05年 | 巴登-符騰堡高級聯賽 (IV) | 第050位  |
| 2005/06年 | 巴登-符騰堡高級聯賽      | 第020位  |
| 2006/07年 | 巴登-符騰堡高級聯賽      | 第030位  |
| 2007/08年 | 巴登-符騰堡高級聯賽      | 第040位  |
| 2008/09年 | 地區聯賽南部賽區 (IV)    | 第010位  |
| 2009/10年 | 德丙 (III)               | 第060位  |
| 2010/11年 | 德丙 (III)               | 第090位  |
| 2011/12年 | 德丙 (III)               | 第040位  |
| 2012/13年 | 德丙 (III)               | 第050位  |
| 2013/14年 | 德丙 (III)               | 第010位  |
| 2014/15年 | 德乙 (II)                | 第080位  |
| 2015/16年 | 德乙 (II)                | 第0110位 |
| 2016/17年 | 德乙 (II)                | 第060位  |
| 2017/18年 | 德乙 (II)                | 第0130位 |
| 2018/19年 | 德乙 (II)                | 第050位  |
| 2019/20年 | 德乙 (II)                | 第030位  |
| 2020/21年 | 德乙 (II)                | 第080位  |
| 2021/22年 | 德乙 (II)                | 第060位  |
| 2022/23年 | 德乙 (II)                | 第010位  |
| 2023/24年 | 德甲 (II)                | 第080位  |

## 外部連結
- 官方網站 （页面存档备份，存于）
- Fansite